# Hotchkiss H35

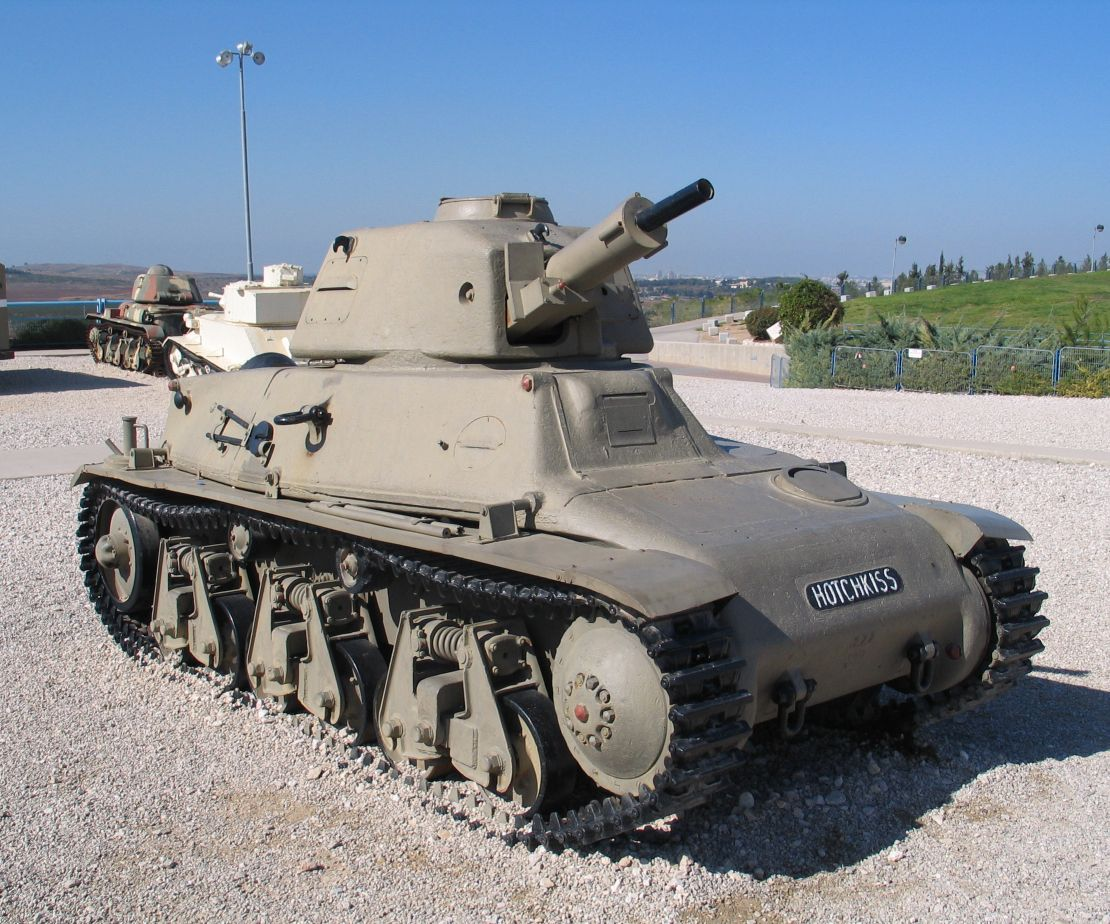
Een Char léger modèle 1935 H modifié 39 te Latroen in Israël

De Hotchkiss H35 ofwel Char léger modèle 1935 H is een lichte Franse tank uit het Interbellum.
Hoewel vanaf 1933 ontwikkeld als een voertuig voor infanterieondersteuning, werd het type eerst door de Infanterie afgewezen wegens zijn slechte rijeigenschappen en voornamelijk gebruikt door de Franse Cavalerie. Vanaf 1938 werd een versie gefabriceerd met een sterkere motor, vanaf 1940 ook voorzien van een krachtiger kanon, die bestemd was om in een aantal van minstens vierduizend de oprichting mogelijk te maken van een groot aantal pantserdivisies van zowel de Cavalerie als de Infanterie. Door de Franse nederlaag in juni 1940 bleef de productie in feite beperkt tot ongeveer 1200. De Duitsers maakten gedurende de rest van de Tweede Wereldoorlog van buitgemaakte voertuigen in uiteenlopende modificaties gebruik.

## Ontwikkelingsgeschiedenis

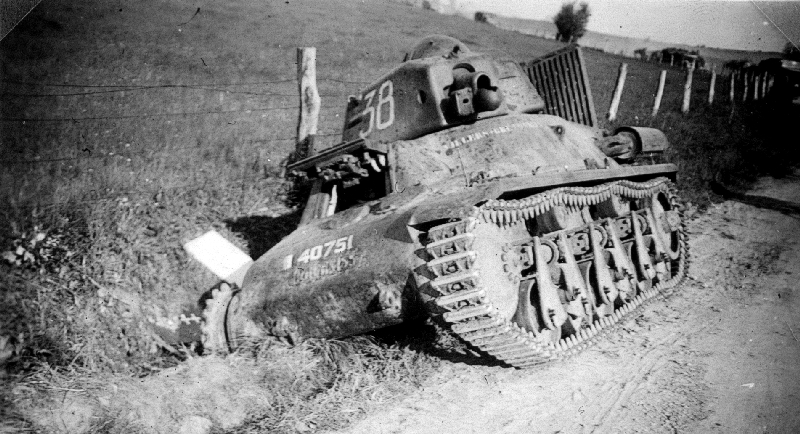
Een vroeg voertuig uit de eerste reeks van vierhonderd, achtergelaten in mei 1940

Uit de Eerste Wereldoorlog had Frankrijk als enige natie een groot aantal lichte infanterietanks overgehouden, van het type Renault FT 17, dat toen als zeer modern werd beschouwd. Door deze grote materieelvoorraad en de niet al te grote internationale politieke spanningen in de jaren twintig, maakte men weinig haast met het zoeken naar vervangende typen. In 1926 stelde het Wapen van de Infanterie een plan op voor de ontwikkeling van een goedkope char d'accompagnement, een lichte tank voor de directe infanterieondersteuning. Dit Plan 1926 leidde op dit punt uiteindelijk tot de productie vanaf 1932 van de Char D1. Op dat moment was het echter al duidelijk geworden dat deze tank bijzonder licht noch goedkoop was en daarbij hard nodig als hoofdgevechtstank — dus ter bestrijding van vijandelijke tanks — omdat er geen ander modern type voorhanden was. De niche voor lichte infanterietank was dus nog steeds onbezet en de FT 17's waren ondertussen door de snelle technische ontwikkeling in die periode volstrekt verouderd geraakt. Toch aarzelde de Infanterie aan een nieuw project te beginnen, ook omdat veel hoofdofficieren vonden dat het beperkte budget voor tankaanschaf beter besteed kon worden aan zware tanks. Door de introductie van grote hoeveelheden lichte antitankkanonnen waren lichte tanks immers veel te kwetsbaar geworden, iets wat de toen gangbare tactiek om de vijandelijke verdediging met een "zwerm" aan lichte tanks te overweldigen — men sprak van het "verzadigen van het slagveld" — onwerkzaam dreigde te maken.
De directie van het bedrijf Hotchkiss, een automobiel- maar ook wapenfabrikant, meende de technische oplossing te hebben voor dit probleem en besloot zelf het initiatief te nemen. Begin 1933 presenteerde men ongevraagd een voorstel — men toonde een gipsen model op ware grootte, een ontwerp van de Britse ingenieur Ainsworth en de Fransman Moglia — voor een tank die weliswaar licht was (naar schatting vijf à zes ton) maar toch onkwetsbaar voor antitankkanonnen van het toen gangbare kaliber door de toepassing van gietstaal. Dit bood verschillende voordelen: het stond toe afgeronde vormen te gebruiken die zowel de te beschermen binnenruimte van de tank zo efficiënt mogelijk konden omvatten als inslaande granaten zouden doen afketsen; daarbij konden ingewikkelde structuren in één keer gegoten worden wat arbeidsuren bespaarde en het aantal kieren beperkte als bescherming tegen het gevreesde gifgas.
Het voorstel werd zeer gunstig ontvangen, ook omdat Hotchkiss al aan een weekijzeren prototype bezig was. Het was een tankette, dus zonder toren, bewapend met een machinegeweer aan de rechterkant van de brede afgeronde opbouw; achteraan bevond zich een hoog en smal motorcompartiment met aan alle vier de kanten enorme gepantserde in- en uitlaatkokers. Op 30 juni 1933 werd het goedgekeurd door de Conseil Consultatif de l'Armement, de adviesraad voor de wapenproductie. Op 2 augustus 1933 maakte de Infanterie de specificaties bekend: een gewicht van maximaal zes ton en een pantserdikte rondom van minimaal dertig millimeter. Al op 30 juni was voor het eerste prototype van Hotchkiss betaald en twee verdere besteld. Hoewel dit veelbelovend was voor het bedrijf, deed zich ook een ontwikkeling voor die erg ongunstig was: door de lobby van de rest van de Franse industrie, die een enorme invloed had op de besluitvorming bij de wapenaanschaf, werd die uitgenodigd met concurrerende voorstellen te komen. Veel bedrijven waren in moeilijkheden gekomen door de Grote Depressie en hoopten op staatsinvesteringen: niet minder dan veertien deden een offerte. Naast Hotchkiss zelf waren dat: Atelier de Construction de Puteaux (APX), Compagnie générale de Construction de locomotives (Batignolles-Châtillon), Berliet, Citroën, Delaunay-Belleville, Forges et Chantiers de la Méditerranée (FCM), Laffly, Lorraine Dietrich, Renault, Saint Nazaire-Penhoët, SERAM, Société d'outillage mécanique et d'usinage d'artillerie (Somua) en Willème.
Allen kregen een opdracht voor een prototype. Vijf presenteerden daadwerkelijk een voertuig: behalve dat van Hotchkiss zelf, de Char Batignolles-Châtillon, de APX 35 van het staatsbedrijf APX, de FCM 36 en van Frankrijks belangrijkste tankproducent: de Renault R35. Renault deed zijn uiterste best Hotchkiss voor te zijn en had als eerste zijn prototype klaar op 20 december 1934. Die haast bleek ook nadelig: zijn voertuig was te ver in ontwikkeling om nog aangepast te worden aan de vernieuwde specificaties van 21 juni 1934 die voorzagen in een verhoogd gewicht van negen ton en een pantserdikte van veertig millimeter.
Dat probleem plaagde echter ook Hotchkiss. Hun oorspronkelijke prototype werd iets later, op 18 januari 1935 gepresenteerd aan de Commission d'Expérience du Matériel Automobile (CEMA) te Vincennes. Het werd getest tot 4 maart 1935 door kapitein Le Gouest, waarna het werd vervangen door een in vorm identiek tweede voertuig van gietstaal, gegoten door Forges de Paris, dat beproefd werd tot 6 mei. Op 27 juni 1935 werd het type in principe goedgekeurd, op voorwaarde dat alsnog voldaan werd aan de nieuwe specificaties; wel had men kritiek op het slechte zicht en de te nauwe zitplaats voor de commandant/schutter. Op 19 augustus werd het derde prototype afgeleverd; dat was zwaarder gepantserd en voorzien van een gegoten toren van APX; de opbouw was geheel veranderd. Het werd getest tot 20 september en na afloop geaccepteerd voor massaproductie als Char léger modèle 1935 H. Op 6 november kwam de eerste bestelling van tweehonderd voertuigen. Het eerste exemplaar van de productieserie — in vele details weer verschillend van het prototype: zo waren de wielonderstellen van een ander type en de loopwielen groter — werd geleverd op 12 september 1936; dat jaar waren er al twee aanvullende orders geweest voor respectievelijk 92 en 108 voertuigen voor een totaal van vierhonderd. Op 1 januari 1937 waren er 132 voertuigen geproduceerd.

## Afwijzing door de Infanterie en adoptie door de Cavalerie
Het eerste serievoertuig werd opnieuw uitgebreid beproefd tot 4 december 1936. Hierbij kwamen grote mechanische problemen aan het licht. De transmissie, de remmen en de stuurinrichting waren te zwak. Dat leidde niet alleen tot verhoogde slijtage en uitval, maar de tank bleek daardoor zelfs moeilijk te besturen. Op een vlakke weg met een constante snelheid vooruitrijden ging nog wel, maar in het terrein moest de chauffeur een ware worsteling aangaan met zijn voertuig om het te dwingen de gewenste koers te volgen; binnen acht à tien minuten was de man volkomen uitgeput. Vooral hellingafwaarts, waar bij een rupsvoertuig door middel van de rem voorkomen moet worden dat een niet-aangedreven rupsband juist sneller naar beneden zakt — het omgekeerde van het normale stuursignaal — bleek het resultaat volkomen onvoorspelbaar, met vaak plotse blokkeringen van de remmen, zodat de H 35, zoals men het voertuig kortheidshalve vaak noemde, een groot gevaar opleverde voor de infanterie die hij moest begeleiden. In het terrein was het ook moeilijk snel terug te schakelen, zodat de tank geneigd was bij obstakels vast te lopen. Ook was de motor erg lawaaiig en was de gewichtsverdeling oneven. Dat jaar werd door de Infanterie besloten alleen honderd voertuigen af te nemen voor twee tankbataljons: de 13e en 38e Bataillon de Chars de Combat en verdere aanschaf te beëindigen, ten gunste van de reeds bestelde R 35; ook de FCM 36 zou voor de Infanterie in productie genomen worden. De bespaarde kredieten werden overgeheveld naar de aanschaf van de Char B1.
Het normale gevolg van die beslissing zou het stilleggen van de productie geweest zijn, maar dat was om politieke redenen ondenkbaar. De overige driehonderd voertuigen werden daarom opgedrongen aan de Cavalerie, die juist haar oorspronkelijke wens om haar pantserdivisies helemaal met de middelzware SOMUA S35 uit te rusten, had zien afgewezen. De beslissing werd gerechtvaardigd door te wijzen op de iets hogere maximumsnelheid van de H 35 vergeleken met de R 35, hoewel door de slechte versnellingsbak in de praktijk de gemiddelde snelheid juist lager lag. De cavalerie had overigens dringend behoefte aan tanks en daarom zouden de eerste driehonderd geproduceerde voertuigen aan dit Wapen geleverd worden; daarna kwam de Infanterie pas aan de beurt.

## Beschrijving

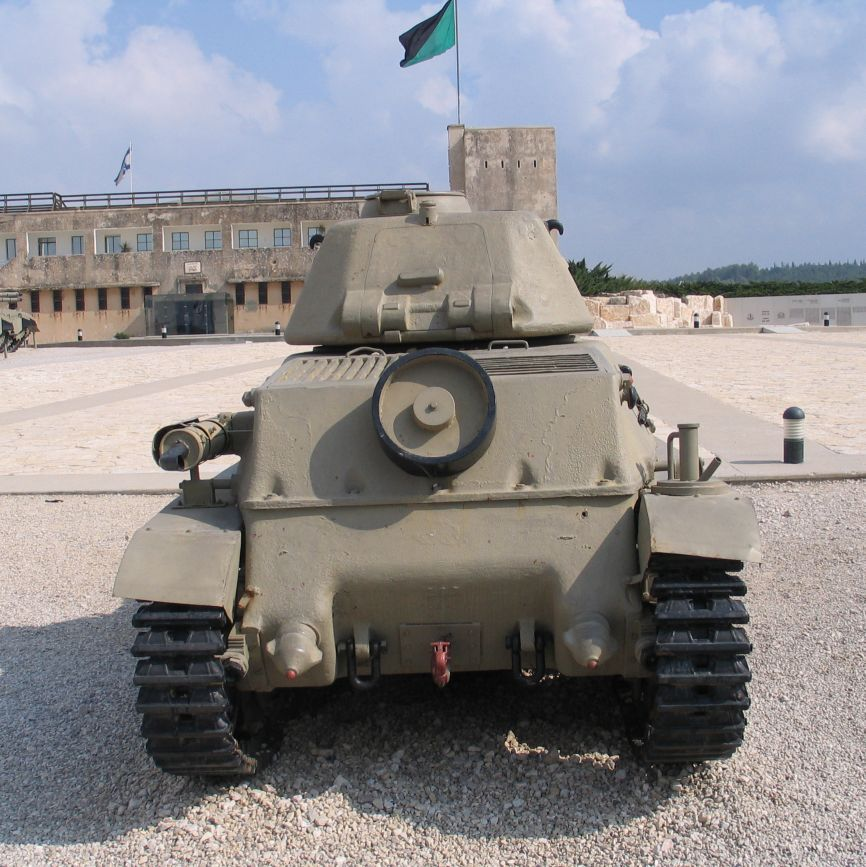
De achterkant; het gaat hier om een later productievoertuig met rechts dwars lopende ventilatiespleten

De Hotchkiss H35 lijkt erg op zijn concurrent, de Renault R35. In bijschriften van historische foto's worden de voertuigen vaak verwisseld, ook doordat ze dezelfde standaardtoren gebruikten. De rompen zijn in detail echter volledig verschillend. Opvallende identificatiekenmerken zijn het meer naar achteren hellen van de voorkant van het Renaultvoertuig en het hogere aantal loopwielen bij de H 35.
De Hotchkiss H35 is een klein voertuig, 4,22 meter lang, 1,95 meter breed en, inclusief toren, 2,15 meter hoog. Het weegt 11.370 kilogram onbeladen. De romp is opgebouwd uit zes modules van gegoten staal, met bouten verbonden. Bovenop zijn dat er twee: helemaal achteraan het motordek, vooraan de gecombineerde bestuurdersruimte en de gevechtsruimte. De onderkant wordt gevormd door vier delen: twee bodemstukken die links en rechts in de lengterichting naast elkaar liggen; de neus en de achterkant. De boven- en onderkant zijn weer met zwaardere bouten aan elkaar gezet. De pantsermodules zijn fraai afgerond om te voorkomen dat pantsergranaten loodrecht konden inslaan. De specificatie had voorzien in het gebruik van pantser van veertig millimeter dikte. Dat wordt alleen gehaald als je het meet langs het horizontale vlak en dan alleen nog aan de voorkant en zijkanten van de opbouw; in feite is het 34 millimeter dik — de R 35 haalt 43 millimeter aan de voorkant — en aan de loodrechte zijkanten van het onderstel is dat de volle bescherming. Een nog ernstiger probleem was dat de gewenste brinellhardheid eerst niet gehaald werd: om problemen met het gietproces te voorkomen werd het staal door de gieterijen te zacht gehouden. In latere productiepartijen zou harder staal gebruikt worden maar dat was dan weer te bros, met vele luchtbelletjes die evenzovele zwakke plekken vormen.
Er is een bemanning van twee. De chauffeur zit rechts vooraan, achter een groot dubbelluik van gietstaal. Een Clevelanddifferentieel, zoals bij de Renault R35, ontbreekt. Er zijn vijf versnellingen voorwaarts, één achterwaarts. De tank wordt aangedreven door een 78 pk, zes-cilinder benzinemotor van 3480 cc. Het rijbereik is 129 kilometer, mogelijk gemaakt door een brandstoftank van 180 liter. De ophanging bestaat uit drie wielonderstellen per zijde met ieder twee loopwielen. Die worden per paar geveerd door horizontale springveren. De stalen wielhouders waren bij de eerste tien productievoertuigen, die soms als een aparte voorserie beschouwd worden, gebogen aan hun zijkanten; bij latere productievoertuigen recht. De bodemvrijheid is veertig centimeter; de bodemdruk 0,9 kg/cm². Het klimvermogen is zeventig centimeter, de klimhoek 35°, het overschrijdingsvermogen 1,8 meter en het waadvermogen 85 centimeter.
Het tweede bemanningslid, de commandant, zit in de gevechtsruimte en bemant de toren, een standaard APX-R van 40 millimeter gietstaal rondom en een dakdikte van 25 millimeter. De toren heeft een gewicht van 1350 kilo, een torenring van 875 millimeter en moet met handwielen gedraaid worden — maar de commandant kan de tandwielen ook loskoppelen en via een leren riem om het bovenlichaam geslagen de toren met zijn eigen gewicht doen zwenken. De toren is bewapend met een kort 37 mm SA 18 kanon. Met standaardpantsergranaten had dit wapen een doorslag van maximaal 23 millimeter, zodat het slechts een bedreiging vormde voor de lichtst bepantserde Duitse voertuigen van die tijd en dat alleen nog op zeer korte afstand. Bij sommige voertuigen van de Cavalerie werd de vuurkamer uitgeboord om zwaardere drijfladingen te gebruiken, wat een aanvangssnelheid van 600 m/s en een doorslag van 30 mm opleverde, maar dat project werd al snel gestopt omdat de loop dan te snel uitsleet. Naast het kanon bevindt zich een optioneel co-axiale 7,5 mm Reibel mitrailleuse, die ook apart tien graden naar links en rechts gericht kan worden. Het voertuig heeft een munitievoorraad van 102 granaten en 2400 kogels.
De commandant heeft een zeker uitzicht over de omgeving via een draaibaar koepeltje met zichtspleten en een PPL RX 180 P optisch vizier. Het bovendeel daarvan kan iets omhoog versteld worden voor een betere ventilatie maar er is geen luik: voor een goede waarneming moet de commandant op het achterluik van de toren gaan zitten: een kwetsbare positie van waaruit hij niet snel de bewapening kan bereiken. In de zijkanten van de toren bevinden zich diascopen, kijkspleten met pantserglas, van het type Chrétien; die werden begin 1940 geleidelijk vervangen door PPL episcopen, met twee spiegeltjes, wat meer bescherming bood. Beneden de commandant zit een ontsnappingsluik in de bodem.

## De Char léger modèle 1935 H modifié 39

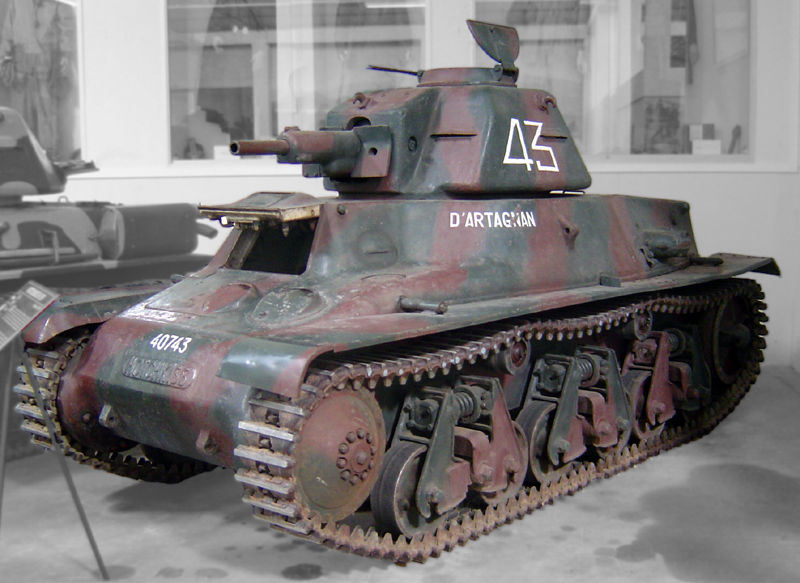
Een "H 39" te Saumur; het gaat hier om een voertuig dat door de Duitsers veranderd is, onder andere met een luik in het commandokoepeltje

De Cavalerie was niet erg tevreden over haar nieuwe tank; hij was te traag om gelijke tred te kunnen houden met de andere rupsvoertuigen. Vanaf oktober 1936 werden daarom proefnemingen gedaan met een verbeterde motor. In 1937 werd een geheel nieuw prototype gemaakt met een motorvermogen van 120 in plaats van 78 pk. Om de nieuwe motor van 5.976 cc voldoende ruimte te bieden werd het achterdek, dat eerst schuin naar beneden afliep, rechter gemaakt en daardoor verhoogd; het liep nu uit in een hoekiger achterrand. De krachtiger motor leidde wel tot een hoger brandstofverbruik waardoor het rijbereik afnam naar 120 kilometer. Het gewicht steeg naar 12,1 ton, wat het weer nodig maakte de ophanging te versterken. Het geleidewiel kreeg een geheel gesloten vorm en de rupsband werd twee centimeter verbreed naar 27 centimeter. Omdat de oorspronkelijke rubberbanden om de loopwielen enorm sleten, werd de wielrand van metaal gemaakt. De geluiddemper verplaatste men naar achteren en er werden sterkere ventilatoren geplaatst. Het belangrijkste was echter dat transmissie, reminrichting en stuursysteem zeer werden versterkt. Hierdoor nam ondanks een naar 36,5 km/u gestegen snelheid de betrouwbaarheid en het rijgemak toe. Die snelheid was overigens het absolute maximum en het werd aanbevolen niet harder te rijden dan 32 km/u; bij 2800 toeren in de vijfde versnelling maakte een regulateur een hogere snelheid onmogelijk; dan werd er 320 kilo koppelkracht geleverd. De onderliggende vier versnellingsstappen waren respectievelijk 3,65 km/u (met 8,5 ton koppel); 7,30 km/u, 13 km/u en 24 km/u.
Voorlopig echter wenste de Cavalerie geen extra H 35's. Het vernieuwde model werd daarom op 31 januari 1939 voorgelegd aan de Commission d'Expérimentations de l'Infanterie om te zien of het oorspronkelijke negatieve oordeel van de Infanterie niet gewijzigd zou kunnen worden. De versie werd, hoewel er nog steeds wat klachten waren over de besturing, inderdaad geaccepteerd. Op 18 februari werd besloten dat het op de productiebanden vanaf het 401e voertuig de oude standaard zou vervangen als Char léger modèle 1935 H modifié 39. Daarmee liep men enigszins achter de feiten aan omdat er al in 1937 en 1938 bestellingen waren gedaan voor telkens tweehonderd voertuigen en de productie van de nieuwe versie reeds was gestart in oktober 1938; die zomer zou het bestelde totaal zelfs stijgen tot negenhonderd. De fabrieksnaam was echter Char léger Hotchkiss modèle 38 série D; de oorspronkelijke versie was de Série B geweest. Dit zou later tot veel verwarring leiden: de modifié 39 was officieel nog steeds een Hotchkiss H35, zij het inderdaad in een nieuwe modificatie. In de statistieken en de legerdocumentatie werd meestal geen onderscheid gemaakt, maar ook toen al begonnen sommigen informeel te spreken van een 38 H of 39 H.
Gedurende de productie werden er kleine wijzigingen doorgevoerd. Zo liepen de ventilatiespleten rechts op het achterdek bij latere exemplaren niet in de lengterichting maar dwars. Na het uitbreken van de Tweede Wereldoorlog in september 1939 werd een verbeteringsprogramma in gang gezet voor de al bestaande voertuigen. Begin 1940 werden die steeds in kleine aantallen uit de eenheden naar de fabriek teruggehaald om verbouwd te worden. Daarna werden de verbeteringen geleidelijk bij de productielijnen ingevoerd. Kleinere wijzigingen betroffen de episcopen, een klimstaart om loopgraven te overwinnen en soms het aanbrengen van radioapparatuur.

De belangrijkste verandering was het installeren van een Lang 35 SA 38 37 mm kanon. De langere loop hiervan leidde ertoe dat het doorslagvermogen sterk verbeterd werd tot 30 millimeter op duizend meter afstand — wel maakte de langere granaat een vermindering van de munitievoorraad naar negentig nodig. Hiermee was de Hotchkiss H35 een wapen geworden dat een serieuze bedreiging vormde voor Duitse tanks. Vanaf april 1940 werd het lange kanon op nieuwe voertuigen ingebouwd; daarvoor, vanaf januari 1940, waren de beschikbare kanonnen gebruikt om de tanks van pelotons-, compagnies- en bataljonscommandanten te verbeteren. Ongeveer de helft van dat soort voertuigen was in mei 1940 al omgebouwd; samen met de nieuwbouw droegen ongeveer 350 Hotckhiss H35 het nieuwe kanon; hieronder bevonden zich ook een vijftigtal voertuigen van de oorspronkelijke serie van vierhonderd, dus zonder de sterkere motor. Het had in de bedoeling gelegen voor het eind van het jaar alle voertuigen om te bouwen, maar dat werd voorkomen door Frankrijks nederlaag.
Na de oorlog werd vaak bij vergissing aangenomen dat "H 38" de officiële naam was van het voertuig met wel de nieuwe motor maar zonder het lange kanon en "H 39" de naam van tanks met beide verbeteringen. Veel boeken maken die fout nog steeds. Parallel aan de ontwikkeling van de R 40, werd voor een tijd overwogen een gelijksoortige "H 40" te bouwen met een verbeterde AMX-ophanging; deze optie werd echter, na proefnemingen met een prototype tussen juli en november 1939, uiteindelijk verworpen.

## Operationele geschiedenis

### Export
In juli 1939 werden drie tanks van het modifié 39 type naar Polen verzonden voor beproevingen bij het Biuro Badań Technicznych Broni Pancernych, het technisch studiebureau voor gepantserde gevechtsvoertuigen. Na de Duitse invasie werden deze voertuigen op 14 september in de buurt van Kiwerce (het huidige Kivertsi in Oekraïne) met drie Renault R35's samengevoegd in een geïmproviseerde eenheid, een "halfcompagnie" onder leiding van luitenant J.Jakubowicz. Dit eenheidje werd weer toegevoegd aan de "Gevechtsgroep Dubno" en verloor al haar voertuigen tijdens gevechten met Duitse en Sovjettroepen.
In februari 1940 werden twee voertuigen naar Turkije geëxporteerd.

### Noorwegen
In april 1940 werd tijdens Operatie Weserübung, de Duitse inval in Noorwegen, als deel van de Entente-expeditiemacht de 342e Compagnie Autonome de Chars de Combat naar Narvik gestuurd. De eenheid stond al met vijftien modifié 39s, allen met korte kanonnen, klaar om Finland te hulp te schieten tijdens de Winteroorlog. Na een landing op 7 mei gevolgd door de tijdelijke bevrijding van de stad, werden de twaalf overblijvende voertuigen op 8 juni naar het Verenigd Koninkrijk teruggetrokken. Uitzonderlijk voor Franse troepen in die situatie, besloten de manschappen niet naar Frankrijk terug te keren maar zich aan te sluiten bij de Vrije Fransen als 1e Compagnie de Chars de Combat de la France Libre; de eerste tankeenheid van deze beweging. In 1940 en 1941 vocht deze 1e CCC tegen Vichytroepen in Gabon en later in Syrië.

### Opbouw van nieuwe eenheden
Bij het begin van de Tweede Wereldoorlog waren er volgens de staten van het leger 640 Hotchkisstanks afgenomen. De inventarislijsten wijken daar iets van af: van de driehonderd, van de oorspronkelijke serie van vierhonderd, die aan de Cavalerie geleverd waren, bevonden zich 232 bij tien cavalerie-eskadrons, 44 waren in opslag, acht waren in groot onderhoud bij de fabriek en zestien waren gelegerd in Noord-Afrika. Van de overige honderd van deze voertuigen die aan de Infanterie waren geleverd, werden er negentig gebruikt door de twee autonome tankbataljons, zes maakten deel uit van de materieelreserve en twee werden gebruikt voor de rijopleiding.
Van de 240 modifié 39s, waren er zestien in gebruik bij de Cavalerie in Noord-Afrika, zes waren in opslag bij de Cavalerie, 180 werden gebruikt door vier tankbataljons van de Infanterie en veertien maakten deel uit van de materieelreserve van de Infanterie.
Er werd besloten het grootste deel van de productiecapaciteit voor lichte tanks bij de Entente in te zetten voor de bouw van één type en daarvoor werd de Char léger modèle 1935 H modifié 39 uitgekozen: het was redelijk gepantserd en bewapend — niet slechter dan de Duitse middelzware Panzerkampfwagen III — niet te duur in aanschaf en, anders dan alle andere op dat moment geproduceerde Franse lichte tanks, voldoende mobiel om van nut te zijn in de vele pantserdivisies die men voor het in 1941 geplande grote zomeroffensief tegen Duitsland op de been wilde brengen; daarvoor wilde men vierduizend nieuwe Hotchkisstanks hebben. Om een voldoende massaproductie mogelijk te maken, zou ook de Britse en Portugese zware industrie ingeschakeld worden bij de productie van de gegoten pantserdelen die natuurlijk alleen door gieterijen vervaardigd konden worden, wat een beperkende factor was. De productie zou vanaf oktober 1940 driehonderd stuks per maand moeten bedragen en vanaf maart 1941 zelfs vijfhonderd. Ook overwoog men het type bij het Britse leger in dienst te nemen, maar testen met het voertuig met serienummer 40749, uitgevoerd in maart en april 1940, leidden tot een afwijzing, vanwege het bekende punt van de slechte bestuurbaarheid in het terrein. Britse gieterijen zouden echter wel in de loop van 1940 per maand onderdelen voor 75 voertuigen moeten gaan leveren in ruil voor negen Franse Char B1's. Dit kan men weer vergelijken met de bedoelde productie van de R 40: 120 voertuigen per maand, een aanwijzing hoe gering het belang was dat men nog aan infanterieondersteuning hechtte.
De feitelijke productie van de Hotchkiss H35 liep achter bij de planning: in de laatste vier maanden van 1939 werden er nog 130 geleverd, 20 in januari 1940, 69 in februari, 22 in maart, 77 in april, toen de geplande productie al op 140 had moeten liggen. De leveringen liepen echter op hun beurt weer wat achter bij de productiecijfers: het leger kon niet meer voertuigen verwerken. Dat bleek in mei toen de fabrieksvoorraden geheel vrij werden gegeven en het aantal geleverde tanks steeg naar een piek van 122, hoewel er die maand maar 74 exemplaren waren geproduceerd. In juni steeg de productie nog; een in 2006 gevonden foto van een tank met serienummer 41200 bewijst dat er die maand minstens 121 voertuigen gemaakt zijn voor een minimaal totaal van 1200, exclusief prototypen.

### Slag om Frankrijk

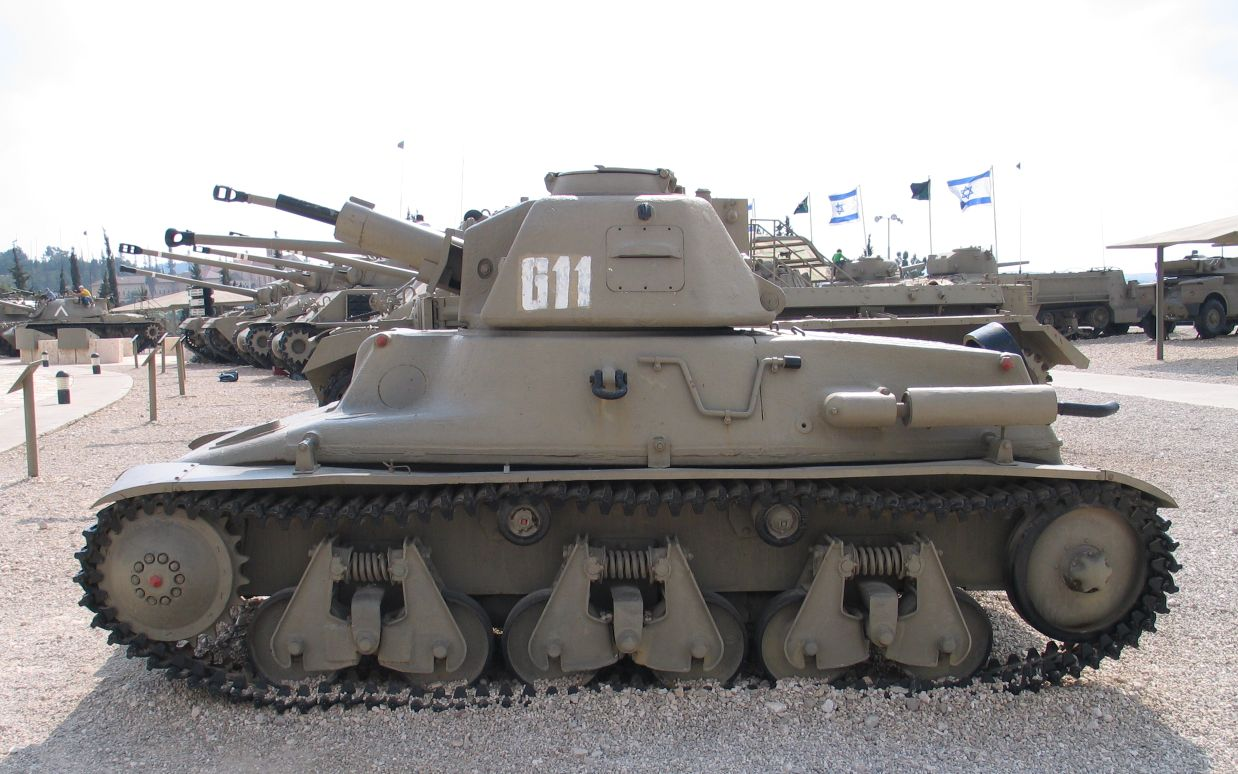
De zijkant

Al deze plannen werden verstoord door de Slag om Frankrijk in mei 1940. Precieze gegevens voor de verdeling van de nieuwe modifié 39's bij het begin van die strijd ontbreken; op 1 april hadden de vijf BCC's die er toen mee uitgerust waren 223 voertuigen op een theoretische organieke sterkte van 225; 24 tanks van de Infanterie waren in reparatie of bij de rijopleiding, negen waren toegewezen aan eenheden in oprichting en vijftien bevonden zich in de algemene materieelreserve.
Op 10 mei had ieder van de drie pantserdivisies van de Cavalerie, de Divisions Légères Mécaniques ("Gemechaniseerde Lichte Divisies") twee regimenten die ieder 47 Hotchkiss H35's hadden. Deze organieke sterkte van tezamen 282 voertuigen bestond bij 1 en 2 DLM helemaal uit exemplaren van de oorspronkelijke serie van 400. De later opgerichte 3 DLM had modifié 39s in zijn tankregimenten maar ook, in plaats van de AMR 35, 69 Hotchkisstanks in zijn gemechaniseerde infanterieregiment, waarvan 22 van de oorspronkelijke serie. Dat betekende dat de krachtigste eenheden van het Franse leger en zijn belangrijkste manoeuvre-elementen (ten dele) uitgerust waren met juist die Hotchkisstanks die tamelijk versleten waren, te langzaam en slechts voor een klein deel voorzien van het lange kanon. In Nederland hebben nog, als enige Franse tanks, Hotchkiss H35's gevochten van 1e DLM. In centraal België vochten 2e en 3e DLM met respectievelijk 94 en 163 Hotchkisstanks. Dit pantserkorps voerde, om het 1e Leger de tijd te geven zich in te graven, van 12 tot en met 14 mei een vertragend gevecht tegen 3 en 4PD, waarbij de Hotchkisseenheden in de voorste linies in een breed front een serie van geconcentreerde infanterieposities versterkten, bedoeld om Duitse infiltraties te voorkomen. Aangezien deze Duitse pantserdivisies voornamelijk waren uitgerust met de Panzerkampfwagen I en de, in hun geval nog niet met extra pantser verbeterde, Panzerkampfwagen II, lichte tanks die vrij kwetsbaar waren voor het korte 37 mm kanon, lukte het in het begin nog wel de aanvallen met flinke verliezen aan Duitse kant af te slaan. Later braken de Duitsers met een geconcentreerde inzet van de Panzerkampfwagen III door, waarna de DLM's werden teruggenomen achter de eigen linies. Vrij veel Hotchkisstanks, ongeveer 75, gingen verloren toen de versterkte dorpen overspoeld werden, ook omdat door de terugtocht uitgevallen tanks aan de vijand gelaten moesten worden. De Duitsers merkten dat het afgeschuinde pantser hun granaten meestal deed afketsen en dat de Hotchkiss alleen uit te schakelen was door op kortere afstand, minder dan achthonderd meter, het rechtere zijpantser te raken. Door het tekort aan radio's en de overbelasting van de commandant in zijn eenmanstoren, vochten de Franse tanks niet erg gecoördineerd.
De Cavalerie gebruikte ook modifié 39s in de Divisions Légères de Cavalerie, haar gemotoriseerde divisies, die ieder dertien voertuigen hadden als AMR (Automitrailleuse de Reconnaissance, ofwel verkenningsvoertuig). Ook die hadden voornamelijk het korte kanon, wat zeer nadelig uitpakte toen bleek dat ze in de Ardennen de Duitse hoofdmacht moesten tegenhouden.
De Infanterie had voertuigen van de oorspronkelijke serie in de twee autonome tankbataljons, de 13e en 38e BCC, die ingedeeld waren bij het 1e Leger; sommige commandovoertuigen waren uitgerust met het langere kanon. De toestand van deze oudere voertuigen was erg slecht: ongeveer 80% was niet inzetbaar op 10 mei. Daarnaast hadden de 9e en 25e Gemechaniseerde Infanteriedivisie een verkenningsafdeling met dertien Hotchkisstanks van de modifié 39- versie. De meeste daarvan werden echter ingezet in de drie pantserdivisies van de Infanterie, de Divisions Cuirassées de Reserve, die ieder twee bataljons met ieder 45 voertuigen hadden; alleen het 45e BCC van 3DCR was daarvan volledig uitgerust met het SA 38-kanon — daar stond weer tegenover dat het 42e BCC van 3DCR een compagnie had moeten afstaan en dus maar dertig tanks had. De snellere Hotchkisstanks werden dus juist gecombineerd met de langzame zware tanks.
Hoewel de Hotchliss H35 oorspronkelijk bedoeld was als een infanterieondersteuningstank, waren de meeste (702) van de in totaal 792 voertuigen op 10 mei dus ingedeeld bij gemotoriseerde en gemechaniseerde divisies. Na de invasie werden voertuigen uit de materieelvoorraad gebruikt voor het heroprichten van vernietigde eenheden — zo kregen 1 en 2 DLM ieder weer tien Hotchkisstanks — maar ook voor de vorming van geheel nieuwe: de belangrijkste daarvan de 4e DCR, die (onder andere) veertig Hotchkistanks toebedeeld kreeg en de 7e DLM waarin 47 van deze voertuigen vochten. Daarnaast was er 351e CACC met elf tanks en 3e RAM en 4e DLM met ieder tien voertuigen. De meeste van die tanks waren pas geproduceerd en hadden wel het langere kanon. Bij elkaar bedroeg de feitelijke sterkte van de eenheden begin juni nog 233 Hotchkisstanks.

### In Duitse hand

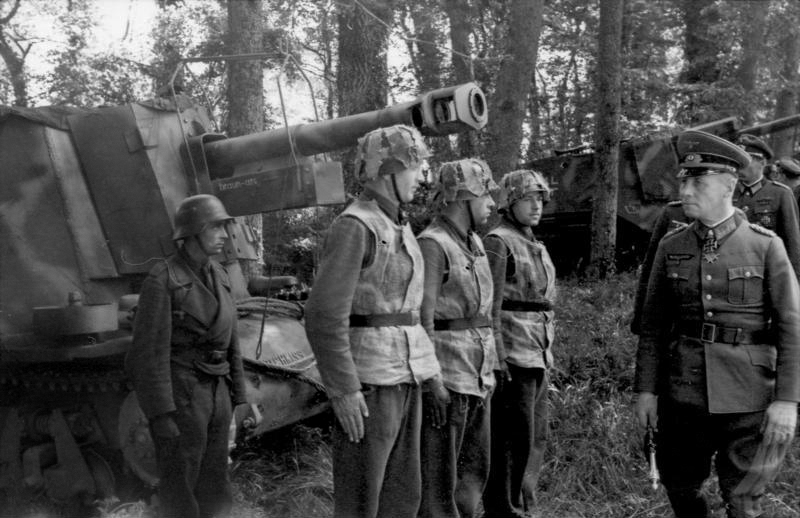
Erwin Rommel inspecteert in 1944 enkele 10,5cm leFH18(Sf) auf Geschützwagen 39H(f)

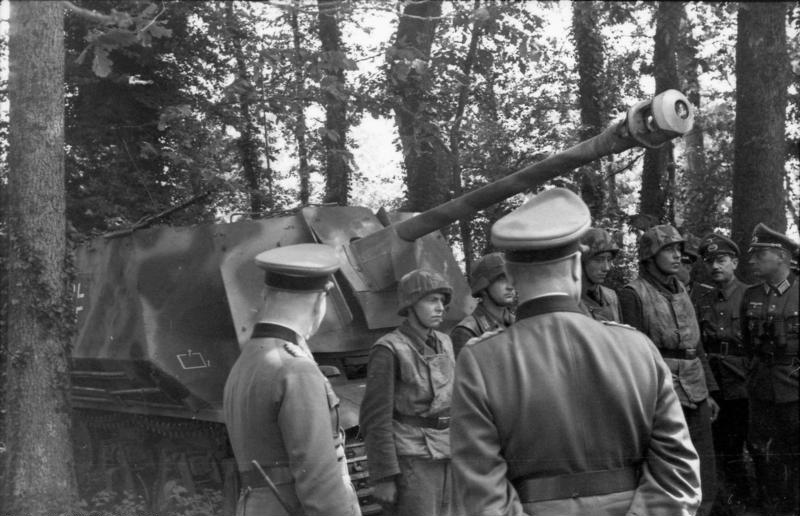
Rommel bekijkt een 7,5cm PaK40(Sf) auf Geschützwagen 39H(f) in dienst bij 21. Panzerdivision

Ongeveer 550 Hotchkisstanks werden door de Duitsers buitgemaakt. Die maakten als zodanig van het voertuig gebruik onder de aanduiding Panzerkampfwagen 35H 734(f) of Panzerkampfwagen 38H 735(f). De meeste van die voertuigen werden gebruikt voor training of bezettingsdoeleinden, vaak in eenheden samen met de SOMUA S35. Echter, de 211. Panzerabteilung werd tijdens Operatie Barbarossa in Finland ingezet met het type. Net als de Fransen zelf maakten de Duitsers geen duidelijk onderscheid tussen een "H 38" en een "H 39". De meeste voertuigen werden voorzien van een luik in het commandokoepeltje; soms werd de klimstaart omgebouwd tot voorraadkist. In juni 1943 bevonden zich nog 361 Hotchkisstanks op de Duitse inventarislijsten als 37 mm tanks; dit aantal was in december 1944 teruggelopen tot zestig, 53 daarvan in Noorwegen.
Sommige voertuigen werden omgebouwd tot munitievoertuig (Munitionsschlepper 38H 735(f)) of artillerietractor (Artillerieschlepper 38H(f)) of tot raketlanceervoertuig (Panzerkampfwagen 35H(f) mit 28/32 cm Wurfrahmen). In 1942 werden er 24 omgebouwd tot een Marder I Panzerjäger ofwel tankjager, de 7,5cm PaK40(Sf) auf Geschützwagen 39H(f) en 48 in stukken gemechaniseerde artillerie, de 10,5cm leFH18(Sf) auf Geschützwagen 39H(f), allen voor gebruik bij eenheden in Frankrijk. Er werd ook een speciaal artillerieobservatievoertuig geschapen: de Panzerbeobachtungswagen 38H (f). Daarnaast was er een commandovoertuig: de Großer Funk- & Befehlspanzer 38H 735(f).
In 1943 deed Bulgarije een beroep op Duitsland om een aantal PzKpfw.I's te leveren voor gebruik tegen de guerrilla in Macedonië. Toen waren er echter al geen PzKpfw.I's te vinden die niet omgebouwd waren; daarom leverde men, ondanks Bulgaarse protesten, maar negentien Hotchkisstanks; na de oorlog zouden die nog in dienst blijven bij de Bulgaarse politie.
In 1944 werden vijftien voertuigen geleverd aan Hongarije en een klein aantal aan Kroatië.

### Later Frans gebruik
In Noord-Afrika maakten de officiële wapenstilstandslijsten melding van 27 voertuigen bij het 1e Régiment de Chasseurs d'Afrique gelegerd in Marokko, dertien van de oorspronkelijke serie en veertien van het type modifié 39; deze mochten gebruikt worden; vijf anderen waren al verborgen. In november 1942 vochten deze voertuigen tijdens Operatie Toorts bij Casablanca tegen de geallieerden, waarbij ze vier M3 Stuarts vernietigden. Het regiment nam daarna de kant van de geallieerden en werd in de zomer van 1943 voorzien van M4 Shermans.
Na de oorlog werd het type nog gebruikt in de Franse koloniën en in de Franse bezettingszone in Duitsland.

### Israël

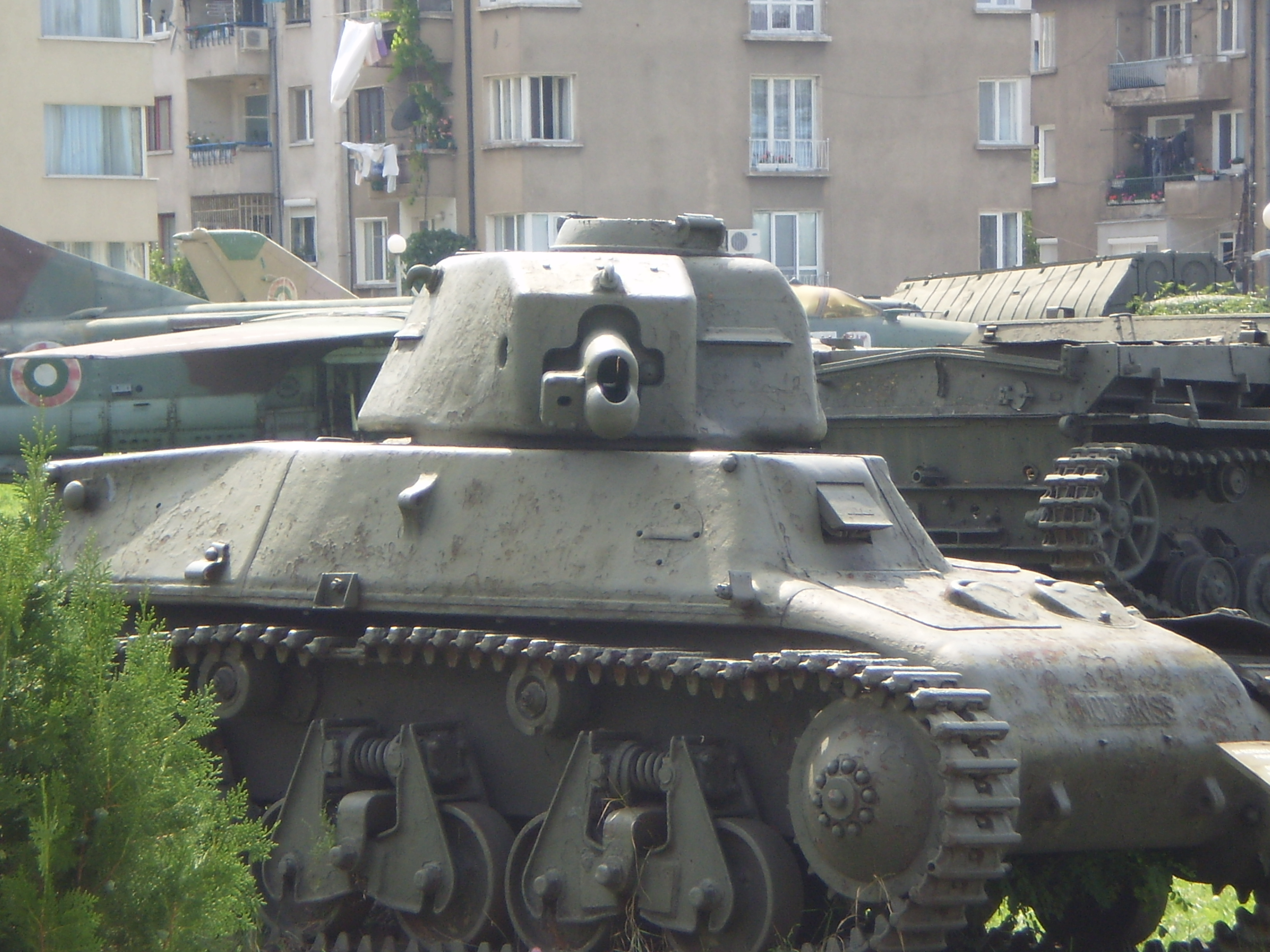
Het Bulgaarse exemplaar

Tien Hotchkisstanks werden tijdens de Israëlische Onafhankelijkheidsoorlog clandestien aan Israël verkocht en in 1948 van Marseille naar Haifa verscheept. Aldaar moest men een vrachtschip met kraan aankopen omdat de havenkranen niet sterk genoeg waren de voertuigen op de kade te hijsen. Ze werden ingedeeld bij het 82e Tankbataljon van de 8e Pantserbrigade en vormden toen de meerderheid van de tanks van het Israëlische leger. Volgens sommige bronnen werden enkele tanks omgebouwd met het Britse 40mm vierponder kanon. Minstens één voertuig bleef in gebruik tot 1952.

## Heden

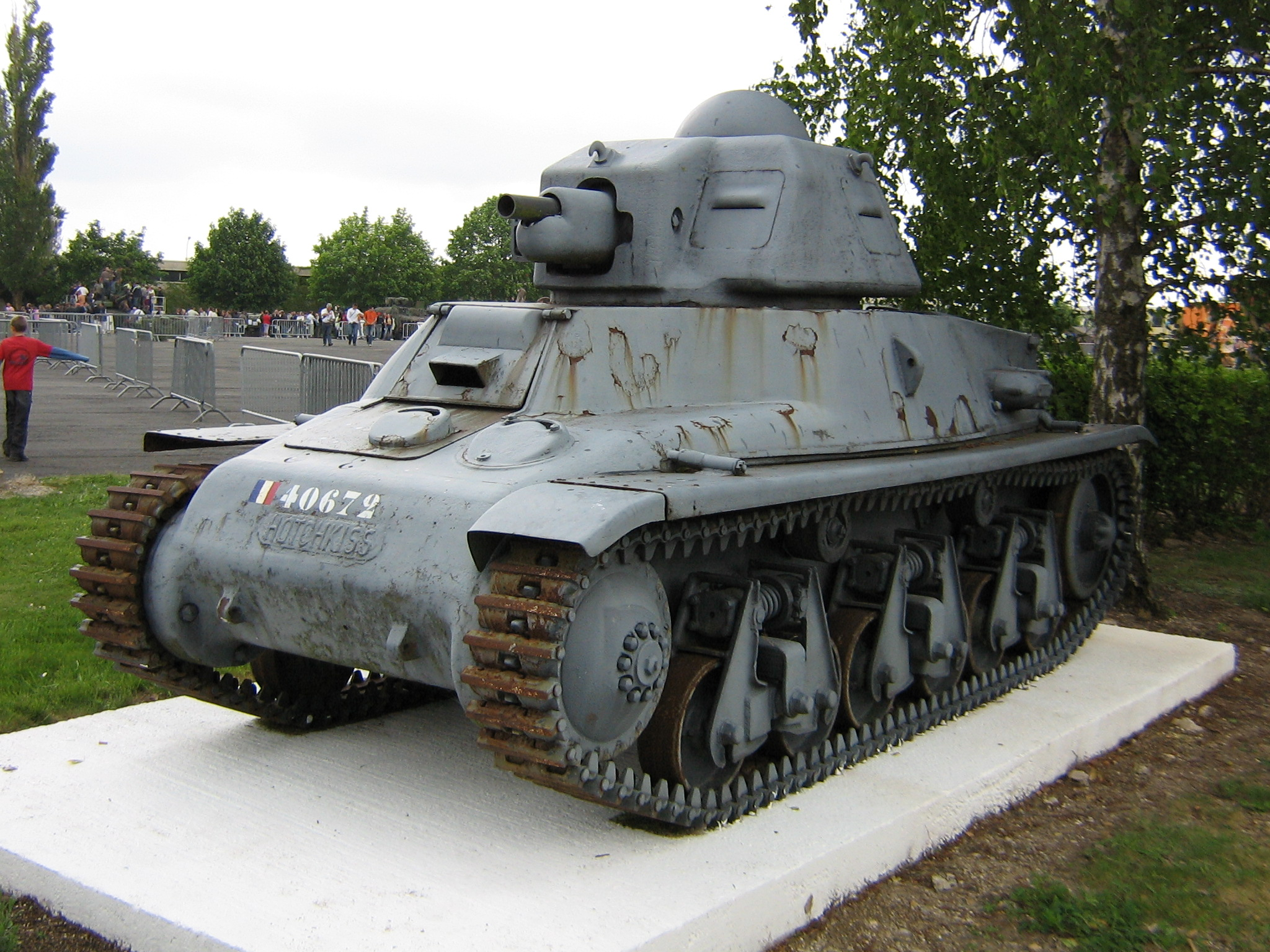
Het voertuig in Mourmelon-le-Grand

Er bestaan nog acht Hotchkisstanks, alle modifié 39's die door de Duitsers zijn aangepast. Er staat er één als monument in een plantsoentje te Narvik in Noorwegen; een tweede maakt deel uit van de openluchtcollectie van het Pansarparken van dat land te Rena Leir. In Engeland bevindt zich een voertuig in de particuliere Kevin Wheatcroft Collection, dat eerder bezit was van het Arquebus Krigshistoriske Museum te Rogaland, ook al in Noorwegen dat in 1944 de bestemming was van veel verouderd Duits pantsermaterieel om een door Hitler gevreesde geallieerde landing af te slaan. Het Musée des Blindés te Saumur in Frankrijk houdt een Hotchkisstank rijdend; in de kazerne van het 501/503e RCC te Mourmelon-le-Grand staat een voertuig dat gerestaureerd is met de toren die van een Renault R35 genomen is en uitgerust met een nagemaakt kanon. Het Bulgaarse Nationale Museum voor Militaire Geschiedenis toont in de open lucht een van de voertuigen die door de politie gebruikt zijn; dit heeft geen kanon meer. In Latroen in de Westelijke Jordaanoever staat in het Jad la-Sjirjon Museum een van de tanks die clandestien naar Israël verscheept werden. In Rusland heeft het tankmuseum van Koebinka nog een rijdende Hotchkisstank, op 211. Panzerabteilung buitgemaakt in de zomer van 1944.